# Castell d'Hiroshima
El castell d'Hiroshima (広島城, Hiroshima-jō?, de vegades anomenat castell de la Carpa (鲤城, Rijo) és un castell japonès situat a Hiroshima (Japó), que va ser llar del daimyo d'Hiroshima. Construït originàriament a la dècada de 1590, el castell va ser destruït pel bombardeig atòmic del 1945. Va ser reconstruït el 1958, una rèplica de l'original que figura com a Museu de la Història d'Hiroshima abans de la Segona Guerra Mundial.

## Arquitectura
El castell va ser construït originàriament de fusta, pi principalment. Va ser construït entre 1592 i 1599 i va ser designat Tresor Nacional del Japó el 1931. El castell reconstruït només consta del tenshu, principalment de concret reforçat. Els seus cinc pisos s'alcen 26,6 metres sobre la base de pedra que té 12,4 metres d'altura des del pis. No obstant això, en anys recents una porta i un yagura al ninomaru s'han reconstruït en fusta utilitzant els mètodes originals.
Aquest castell és un excel·lent exemple dels castells hirajiro assentats sobre planes. Originàriament el castell d'Hiroshima tenia tres fossats concèntrics a més del riu Otagawa a l'oest (ara anomenat riu Hongawa), el qual el proveïa d'una excel·lent barrera natural.
Molt del que va ser la part exterior del castell està integrat avui dia per cases, escoles, oficines i botigues a l'àrea urbana moderna.